# 太初 (南凉)
太初（397年正月—399年十二月）是十六國時期南涼政權，南涼烈祖武王秃发乌孤的年號，共計2年餘。

## 纪年
| 太初 | 元年  | 二年  | 三年  |
| ---- | ----- | ----- | ----- |
| 公元 | 397年 | 398年 | 399年 |
| 干支 | 丁酉  | 戊戌  | 己亥  |

## 参看
- 中国年号索引
  - 其他时期使用的太初年号
- 同期存在的其他政权年号
  - 隆安（397年正月-401年十二月）：東晉皇帝晋安帝司马德宗的年号
  - 皇初（394年五月-399年九月）：后秦政权姚兴年号
  - 弘始（399年九月-416年正月）：后秦政权姚兴年号
  - 太初（388年六月-400年七月）：西秦政权乞伏乾归年号
  - 建兴（386年二月-396年四月）：后燕政权慕容垂年号
  - 永康（396年四月-398年四月）：后燕政权慕容宝年号
  - 建始（397年五月-七月）：后燕政权慕容详年号
  - 延平（397年七月-十月）：后燕政权慕容麟年号
  - 青龙（398年四月-七月）：后燕政权兰汗年号
  - 建平（398年十月-十二月）：后燕政权慕容盛年号
  - 长乐（399年正月-401年七月）：后燕政权慕容盛年号
  - 龙飞（396年六月-399年十二月）：后凉政权吕光和吕绍年号
  - 咸寧（399年十二月—401年正月）：后凉政权呂纂年号
  - 神玺（397年五月-399年正月）：北凉政权段业年号
  - 天玺（399年二月-401年五月）：北凉政权段业年号
  - 皇始（396年七月-398年）：北魏政权拓跋珪年号
  - 天兴（398年十二月-404年十月）：北魏政权拓跋珪年号